# Eikefettunnel
Der Eikefettunnel ist ein einröhriger Straßentunnel durch das Godbotsfjellet zwischen Odnåstjørni und Eikefet in der Kommune Alver in der Provinz Vestland. Der Tunnel im Verlauf der Europastraße 39 ist 4910 m lang.